# Marietta Giannakou
Marietta Giannakou (in greco  Μαριέττα Γιαννάκου?; Geraki, 5 giugno 1951 – Atene, 27 febbraio 2022) è stata una politica greca, membro del partito Nuova Democrazia.

## Biografia
Si laureò neuropsichiatria presso la facoltà di medicina dell'Università di Atene.
Nel 2008 si fratturò la gamba destra a causa di una caduta, sviluppando un'infezione che, complicata dal diabete, ne comportò l'amputazione parziale. Durante una nuova operazione alla gamba ebbe un infarto cardiaco, trattato con angioplastica.

### Carriera politica
Nel 1974 partecipò alla fondazione dell'organizzazione giovanile della Nuova Democrazia.
Deputata europea dal 1984 al 1993, dal 1999 al 2004 e dal 2009, venne anche nominata deputata del Parlamento greco, dal 1993 al 2007.
Fu ministra della salute dal 1990 al 1991 e ministra dell'educazione nazionale e degli affari religiosi dal 2004 al 2007. Nel 2006 ci furono enormi proteste studentesche che ne chiedevano le dimissioni dal governo, perché la ministra intraprese una profonda riforma dell'istruzione superiore.